# Extension simple
En mathématiques et plus précisément en algèbre, dans le cadre de la théorie des corps commutatifs, une extension L d'un corps K est dite simple s'il existe un élément α de L tel que L est égal à K(α).
L'extension simple K(α) est finie si et seulement si α est algébrique sur K. La seule extension simple infinie de K (à isomorphisme près) est le corps de fractions rationnelles K(X).
Le théorème de l'élément primitif assure que toute extension séparable finie est simple.

## Remarques préliminaires
Deux raisons rendent le concept d'extension simple intéressant :
Les extensions simples sont un cas particulier d'extensions de corps qui peut faire l'objet d'une classification complète. Soit le générateur de l'extension est transcendant sur K et l'extension est infinie, isomorphe au corps des fractions rationnelles, soit le générateur α est algébrique et l'extension est finie, isomorphe à un corps de rupture du polynôme minimal de α sur K.
Le théorème de l'élément primitif assure que toute extension finie et séparable est simple. Une extension algébrique est dite séparable si les polynômes minimaux de ses éléments n'ont pas de racines multiples. Outre divers critères de séparabilité pour une extension finie, une condition suffisante commune pour qu'une extension algébrique soit séparable est que le corps de base soit parfait (par exemple : que sa caractéristique soit nulle ou qu'il soit fini).

## Définition
Soit L une extension de corps de K.
- L'extension L est dite simple s'il existe un élément α de L tel que K(α), la sous-K-extension de L engendrée par α, soit égale à L.
- Soit L une extension simple et g un élément de L tel que L soit égal à K(g). Alors g est appelé générateur de L sur K.

## Exemples
- Le corps des nombres complexes est une extension simple quadratique (i.e. de degré 2) des nombres réels. Il est engendré par l'unité imaginaire i.
- Le corps engendré par la racine cubique de 2 et l'unité imaginaire i est une extension simple du corps ℚ des nombres rationnels.

Cette propriété est démontrée dans l'article « Extension de Galois », mais il est possible de s'en rendre compte plus directement. L'extension est séparable car le corps ℚ est de caractéristique nulle. Elle est de plus finie car engendrée par deux éléments algébriques. Le théorème de l'élément primitif montre alors qu'elle est simple. On peut même expliciter, sur cet exemple, l'algorithme contenu dans l'une des démonstrations de ce théorème : il consiste ici à rechercher un élément primitif de la forme 3√2 + λi pour λ convenablement choisi. On vérifie que λ = 1 convient. En effet, en posant r = 3√2 + i et en développant l'équation (r – i)3 = 2, on trouve que i = (r3 – 3r – 2)/(3r2 - 1) ∈ ℚ(r), donc 3√2 = r – i ∈ ℚ(r), ce qui prouve que ℚ(3√2, i) = ℚ(r).
- Le corps des nombres réels n'est pas une extension simple du corps des nombres rationnels.
En effet, l'extension n'est ni algébrique (par exemple le réel π est transcendant), ni purement transcendante (par exemple la racine carrée de 2 est un nombre irrationnel algébrique), or (cf. § « Propriétés » ci-dessous) ce sont les seules possibilités pour une extension simple.

- En caractéristique p, il existe des extensions finies qui ne sont pas simples. Par exemple, si L est le corps de fractions rationnelles à deux variables k(X, Y) à coefficients dans un corps k de caractéristique p, et si K est le sous-corps k(Xp, Yp) de L, alors L/K est une extension finie qui n'est pas simple. En effet, l'extension est de degré p2, alors que tout élément de L est de degré au plus p sur K.

## Propriétés et théorèmes
Soit L = K(α) une extension simple.
- Si cette extension est finie, alors :
  - α est algébrique sur K (une relation de dépendance linéaire sur les puissances successives de α fournit un polynôme s'annulant sur α) ;
  - L est isomorphe au corps de rupture du polynôme minimal P de α (ce corps s'obtient comme quotient de l'anneau de polynômes K[X] par l'idéal engendré par P) ;
  - En particulier, si α est un élément algébrique sur K, le corps K(α) n'est autre que l'ensemble K[α] des expressions polynomiales de la forme an αn + . . . + a1 α + a0, où ai ∈ K.
- Si elle est infinie, alors :
  - α est transcendant sur K ;
  - l'extension est isomorphe au corps K(X) des fractions rationnelles sur K (en effet, le morphisme de K-algèbres de K[X] dans L qui à X associe α est injectif donc s'étend au corps des fractions K(X), et le morphisme de corps de K(X) dans L ainsi obtenu est surjectif) ;
- Toute extension intermédiaire entre K et L est simple. C'est vrai non seulement si α est algébrique[1], mais aussi si α est transcendant ; dans ce cas, cette assertion s'identifie au théorème de Lüroth ;
- Toute extension finie de degré premier est simple ;
- Toute extension finie séparable est simple, d'après le théorème de l'élément primitif ;
- Une extension finie L/K est simple si et seulement si elle ne possède qu'un nombre fini de corps intermédiaires entre K et L[1],[2],[3].

## Représentation polynomiale des extensions simples
Un théorème fondamental de la théorie des corps est que si P(X) est un polynôme irréductible sur K, alors l'anneau quotient A = K[X]/(P), où (P) est l'idéal engendré par P dans K[X], est un corps. De plus, si P possède une racine α dans une extension L de K, alors le corps K(α) est isomorphe à A.
La signification pratique de cela est la suivante : on peut toujours représenter les éléments de l'extension simple K(α) par un polynôme de degré au plus n - 1, où n = deg(P). La somme de deux éléments de K(α) se traduit par la somme de leur polynômes correspondants, et leur produit par le produit des polynômes modulo le polynôme P (ce qui signifie qu'on divise le polynôme produit par P selon la division euclidienne et qu'on prend le reste de la division).
Par exemple, si P(X) = X2 + 1, on sait que l'imaginaire i est racine de P dans C. D'après ce qu'on vient de voir, C est isomorphe à l'ensemble des polynômes de la forme a + b X, l'image de i par ce morphisme étant X, et celle d'un élément a + ib étant a + bX. Vérifions que les règles de calcul des nombres complexes ont lieu pour cette représentation :
On a d'abord a + ib + a' + ib' = (a + a') + i(b + b') et parallèlement a + bX + a' + b'X = (a + a') + (b + b')X. D'autre part, on a (a + ib)(a' + ib') = (aa' – bb') + i(ab' + ba'), et parallèlement (a + bX)(a' + b'X) = (aa' + bb'X2) + (ab' + ba')X. Mais P(X) = X2 + 1, donc, le reste de la division euclidienne de X2 par P  est –1. Il s'ensuit que le reste de la division euclidienne de (a + bX)(a' + b'X) par P est (aa' – bb') + (ab' + ba')X, ce qui correspond bien au produit des nombres complexes ci-dessus.

## Représentation matricielle des extensions simples
Toute extension simple K(α)/K peut être représentée par un sous corps de l'anneau des matrices à coefficients dans K,,. Si R est le polynôme minimal de α sur K et M est la matrice compagnon de R, alors K(M), le sous anneau des matrices
engendré par M, est un corps, et l'application K(α) {\displaystyle \to } K(M) définie par f(α) ↦ f(M) pour tout polynôme f, est un isomorphisme de corps.
Notons que la matrice M n'est pas la seule à satisfaire cette propriété : toute matrice de la forme P−1MP la satisfait aussi de façon évidente, puisqu'on a f(P−1MP) = P−1f(M) P.
On notera aussi que si K est le corps des fractions d'un anneau A, et que α est entier sur A, alors R, et donc M, a ses coefficients dans A. Il s'ensuit que l'anneau A[α] est représenté par l'anneau de matrices A[M].
La représentation matricielle des extensions simples par des anneaux de matrices est utile en algèbre computationnelle pour effectuer des calculs pratiques, puisque les opérations se traduisent par des opérations matricielles. En particulier, la trace d'un élément est la trace de sa matrice correspondante, et sa norme sur K est égale au déterminant de sa matrice. Plus généralement, le polynôme minimal d'un élément est le polynôme minimal de la matrice associée.
De plus, en itérant ce procédé de construction, on peut obtenir une représentation constructive du corps de décomposition d'un polynôme, tout comme on pourrait le faire avec la représentation polynomiale. Il suffit pour cela de disposer d'un algorithme de décomposition des polynômes en produit de facteurs irréductibles, tel que l'algorithme de Kronecker si le corps de base est une extension algébrique des rationnels.
On peut aussi mixer les avantages des représentations polynomiales et matricielles, et améliorer les algorithmes de produit et de division.

### Exemples
- Si R(X) = X2 + 1, la matrice compagnon de R est M {\displaystyle =\left({\begin{array}{ccc}0&-1\\1&0\end{array}}\right)}, donc le nombre imaginaire i correspond à M, le nombre 1 correspondant quant à lui à la matrice identité 𝐼 . Ainsi, l'ensemble des nombres complexes {\displaystyle \mathbb {C} } est représenté par l'anneau des matrices de la forme a 𝐼 + b M, ou bien {\displaystyle \left({\begin{array}{cc}a&-b\\b&a\end{array}}\right)}.
- Dans le même ordre d'idées, l'extension quadratique des nombres rationnels générée par le nombre d'or, racine du polynôme X2 - X - 1, est représentée par l'anneau des matrices de la forme a 𝐼 + b M, où M {\displaystyle =\left({\begin{array}{cc}0&1\\1&1\end{array}}\right)}. C'est l'anneau des matrices de la forme {\displaystyle \left({\begin{array}{cc}a&b\\b&a+b\end{array}}\right)}.

## Représentation explicite dansKn
De la même façon que le corps des nombres complexes est usuellement représenté par l'ensemble des couples (a,b), muni d'un produit explicite, à savoir (a, b) (a', b') = (aa' - bb', ab' + ba'), toute extension simple sur un corps K, engendrée par un élément α de degré n sur K, peut être représentée par l'ensemble Kn, muni de la somme composante par composante, et d'un produit défini par une formule explicite des variables en jeu.
Plus précisément,

Soit K un corps et L = K(α) une extension algébrique simple de K, de degré n.
L'application φ de K(α) dans Kn, définie par a0 + . . . + an–1 αn–1 ↦ (a0, . . ., an–1) est une bijection, et le transport de la somme x + y et du produit x {\displaystyle \cdot } y dans K(α) par φ induit une structure de corps sur Kn.
Les corps K(α) et Kn sont isomorphes par φ, la somme induite sur Kn est la somme vectorielle ordinaire, et le produit induit sur Kn est une application bilinéaire f(x,y) de Kn × Kn dans Kn.
Une telle application f s'identifie à un élément (P1, ... , Pn) de K[X]n, où Pi est un polynôme homogène réduit de 2n variables x = (X1, ... , Xn) et y = (Y1, ... , Yn), de degré homogène 2. Le produit induit sur Kn s'écrit alors sous forme littérale explicite x {\displaystyle \cdot } y = (P1(x, y), . . . , Pn(x, y)).

Pour obtenir cette application bilinéaire et les polynômes homogènes associés, une méthode simple consiste à utiliser la représentation matricielle discutée dans la section précédente. Un bon exemple valant mieux qu'un long discours, reprenons celui de l'extension simple engendrée par le nombre d'or. Le produit de deux matrices de la forme
L'application bilinéaire cherchée se "lit" sur la première colonne de la matrice produit :
Ainsi, le produit explicité est
Cette méthode est tout à fait générale, comme on s'en rendra compte facilement.
On peut aussi écrire l'inverse d'un élément quelconque de façon explicite : en reprenant
l'exemple précédent, l'inverse de la matrice M est
{\displaystyle {\frac {1}{a^{2}+ab-b^{2}}}\left({\begin{array}{cc}a+b&-b\\-b&a\end{array}}\right)}
Comme précédemment, la formule explicite se « lit » sur la première colonne de la matrice :
Il est important de souligner que le problème dont il est question ici n'est pas algébrique mais computationnel et algorithmique, sans quoi, cette représentation dans Kn s'identife de façon triviale à la représentation polynomiale discutée précédemment. Cependant, le calcul effectif du produit, si on utilise la réduction modulo le polynôme minimal de α, exige plus d'opérations pour être exécuté que le produit explicité, et la représentation matricielle, quoique d'implémentation simple, en exige encore plus.
Le prix à payer est bien sûr la détermination de l'application bilinéaire f, mais comme elle ne doit
être effectuée qu'une seule fois, ce choix est avantageux pour des calculs qui exigent un très grand nombre d'opérations, comme c'est souvent le cas.

## Représentation standard d'une extension simple pour les corps de nombres
En algèbre computationnelle, la représentation standard des éléments d'un corps d'entiers algébrique L sur le corps des rationnels,
se fait, comme précédemment, au moyen d'un élément primitif θ engendrant L sur ℚ, mais en
conservant la forme genuine des coefficients rationnels en jeu sous forme de couples d'entiers. Ceci permet d'effectuer des calculs exacts
sur les entiers algébriques. Formellement, si n = deg(θ, ℚ), la représentation standard d'un entier x ∈ ℚ(θ) est la
liste

### Ouvrages
- Régine et Adrien Douady, Algèbre et théories galoisiennes [détail des éditions]
- Pierre Samuel, Théorie algébrique des nombres [détail de l’édition]